# Tylonycteris
Tylonycteris är ett släkte av fladdermöss som ingår i familjen läderlappar.

## Utbredning och systematik
Släktet förekommer i södra och sydöstra Asien. Arter enligt Catalogue of Life och Wilson & Reeder (2005):
- Tjockfotad fladdermus (Tylonycteris pachypus) – förekommer från sydvästra Indien i väst och österut  och på några mindre öar i regionen
- Tylonycteris robustula – förekommer från södra Kina i väst till Myanmar, Laos, Vietnam, Thailand, Kambodja, på Malackahalvön, Sumatra, Borneo, Java, Filippinerna och Timor.

År 2008 beskrivs den tredje arten Tylonycteris pygmaeus som är mindre än tjockfotad fladdermus och lever i sydvästra Kina.
En studie från 2017 godkände ytterligare två arter som innan var listade som synonymer. Dessutom beskrevs en ny art.
- Tylonycteris fulvida
- Tylonycteris malayana
- Tylonycteris tonkinensis, förekommer i norra Indokina

## Utseende
Dessa fladdermöss når en kroppslängd (huvud och bål) av 3,5 till 5,0 cm och en svanslängd av cirka 2,5 till 3,5 cm. Underarmarna som bestämmer djurets vingspann är ungefär 2 till 3 cm långa. Den tjockfotade fladdermusen är med 3,5 till 5,8 gram tydlig lättare än Tylonycteris robustula som når en vikt av 7,1 till 11,2 gram. Pälsen och flygmembranen har på baksidan en rödbrun till mörkbrun färg medan framsidan är något ljusare. Arterna har tjockare handflator och fotsulor. Även skallens konstruktion skiljer sig från närbesläktade fladdermöss.
Arterna har trekantiga öron med en bred tragus. Bara en liten del av svansens spets är inte inbäddad i svansflyghuden. I överkäken finns på varje sida två framtänder och en premolar. Dessa fladdermöss har tre framtänder och två premolarer på varje sida i underkäken.

## Ekologi
Habitatet utgörs av skogar med bambu som undervegetation eller av områden som helt är täckt av bambuväxter. I bergstrakter når arterna 1000 meter över havet.
Individerna vilar i håligheter i stora bambustjälkar (till exempel av släktet Gigantochloa) eller i grottor. Vid viloplatsen samlas ibland en flock med upp till 40 medlemmar. Flocken består vanligen av en eller några hannar, flera honor och ungdjur, men flockens sammansättning ändras med jämna mellanrum. Parning sker med vissa undantag mellan februari och maj. Efter dräktigheten som varar 12 till 13 veckor föder honan oftast två ungar. Ungarna klamrar sig sedan fast i moderns päls och efter några dagar stannar de ensam i boet. Efter ungefär 6 veckor är ungarna självständiga och de blir könsmogna under första levnadsåret.
Tylonycteris äter främst termiter och kanske andra ryggradslösa djur.